# Буддизм у Німеччині

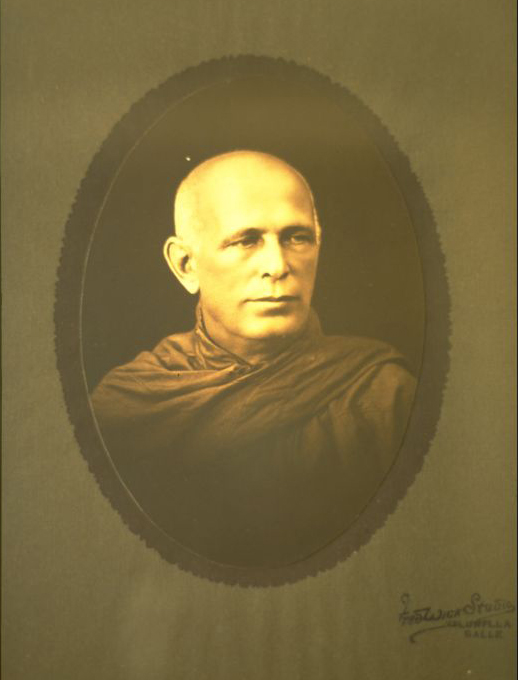
Перший німецький буддійський монах Н'янатілока Мага Тгера.

Буддизм у Німеччині налічує 150 років історії. Артур Шопенгауер був одним із перших німців, на якого вплинули ідеї буддизму. Шопенгауер отримав знання завдяки працям Ісака Якоба Шмідта (1779—1847), німецьких буддистів або орієнталістів: Карла Ноймана, Пауля Дальке, Георга Грімма, Фрідріха Ціммерманна (Субгадра Бгікшу) і першого німецького монаха Н'янатілоки. Також важливий вплив на німецький буддизм мала праця індолога Германа Ольденберга «Будда, його життя, вчення і громада». 
У 1888 році Субгадра Бгікшу (Фрідріх Ціммерманн) опублікував першу редакцію «Буддійського катехізису» (Buddhistischer Katechismus) на основі «Буддійського катехізису» Генрі Стіла Олкотта. 
У 1903 році було засновано першу буддійську організацію на чолі із індологом Карлом Зайденстюкером у м. Лейпциг. У 1904 році Флорус Антон Гьот прийняв сан монаха Тгеравади і взяв ім'я Н'янатілока Магатера. Певні частини Тапітака було перекладено німецькою на початку ХХ ст. дослідниками Карлом Нойманном, Н'янатілокою та іншими. 
У 1922 році Герман Гессе опублікував відомий твір «Сіддхартха», який перекладено багатьма мовами світу. 
У 1924 році Пауль Дальке заснував перший німецький буддійський монастир «Буддійський дім» (нім. Das Buddhistische Haus) у Берліні. 
«Німецька організація Дгармадута», відоміша як «Ланкійська організація Дгаммадута», чия діяльність зосереджена на популяризації буддизму в Німеччині та західних країнах, була заснована Ашокою Вераратною в Коломбо, на Шрі-Ланці у 1952 році. 
У 1952 році німецька гілка «Буддійського ордену Ар'я Майтеря Мандала» була заснована ламою Анаґаріка Ґовіндою.
Німецька організація Дгармадута профінансувала першу буддійську місію зі Шрі-Ланки до Німеччини, яка відправилася з порту м. Коломбо 16 червня 1957 року. У цій місії брали участь преподобні Сома, Кгемінда та Вініта з храмів Ваджірамая та Вамбалапітія у Коломбо. Ашока Вераратна згодом приєднався до делегації у Берліні в липні 1957 року. Гостей було розміщено у «Буддійському домі» в Берліні. 
У грудні 1957 року Ашока Вераратна від імені управління німецької організації Дгармадута придбав у доктора Дальке приміщення «Буддійського дому». Нині там розміщено Центр популяризації буддизму Тгеравади в Європі. Як друга найстаріша буддійська інституція в Європі була наділена німецькою владою статусом національного надбання. 
У 2015 році монахинею Саманері Дгіра було засновано перший жіночий орден у традиції Тгеравади.
Згідно з Німецьким буддійським союзом (нім. Deutsche Buddhistische Union) станом на 2005 рік у Німеччині нараховувалось 245 тис. активних буддистів., 50 % з яких — емігранти із Азії. Вони організовані у понад 600 групах. Для порівняння — у 1977 році таких груп було лише 15.